# Manhunt
Manhunt es un videojuego de terror y de sigilo desarrollado por Rockstar North y publicado por Rockstar Games. Se lanzó para PlayStation 2 en noviembre de 2003, seguido de los lanzamientos para Microsoft Windows y Xbox en abril de 2004. Ambientado en la ficticia Carcer City, los jugadores controlan a un preso condenado a muerte que se ve obligado a participar en una serie de películas snuff matando a miembros de bandas criminales enviados a cazarlo frente a la cámara.
El juego recibió críticas positivas, elogiando su tono oscuro y su violenta jugabilidad, aunque el combate y el diseño de niveles fueron criticados. Debido a su violencia gráfica, Manhunt fue objeto de una importante controversia en los videojuegos y fue prohibido en varios países. También fue implicado en un asesinato por los medios británicos, aunque esta acusación fue posteriormente rechazada por la policía y los tribunales. Aunque no fue un éxito comercial, Manhunt se convirtió en un juego de culto y fue seguido por una secuela independiente, Manhunt 2, en 2007. El juego se relanzó a través de PlayStation Network para PlayStation 3 en 2013 y PlayStation 4 en 2016.

## Historia
Situado en Carcer City (ciudad basada en diferentes áreas del cinturón de oxido americano, principalmente Detroit), la historia comienza con una periodista que informa sobre el convicto James Earl Cash, un criminal condenado a muerte que supuestamente ha sido ejecutado por inyección letal. En la escena subsiguiente, Cash despierta a la voz de una persona procedente de un auricular, que revela que solo ha sido sedado; Después de colocarse el auricular, la persona, que se refiere a sí mismo como "El Director", le promete su libertad antes de que termine la noche, pero solo si sigue sus instrucciones. 
En el distrito de Carcer Mark, Cash se dedica a su masacre por las calles, pobladas por una pandilla que se autodenomina "The Hoods", mientras que El Director, mirando a través de cámaras de seguridad dispersas por toda la ciudad, menciona en varias ocasiones la necesidad de agradar al público, revelando su profesión como director de películas snuff. Sin embargo, a pesar de la promesa del Director de dejarlo libre, Cash es noqueado y arrojado a la parte trasera de una camioneta por un grupo de mercenarios conocidos como Cerberus. 
Cash batalla contra los Hoods y otros grupos violentos en varios lugares de la ciudad, estos están organizados por Ramírez, un ex-soldado y líder de los Wardogs, un grupo de veteranos del ejército, y cazadores experimentados. Luego de enfrentarse a los Hoods, Cash se enfrenta a un grupo conocido como los Skinz en un depósito de chatarra, para luego volver a ser emboscado por los Cerberus, quienes lo acorralan y le dejan inconsciente en la entrada del Carcer Zoo, un zoológico abandonado controlado por los Wardogs. El Director obliga a Cash a luchar contra los Wardogs para salvar a los miembros secuestrados de su familia. Tras el encuentro del zoológico, James es llevado de vuelta a la camioneta de los Cerberus, que más tarde lo dejan en un centro comercial, en donde El Director le asigna la tarea de encontrar una cinta "especialmente hecha para el" y una videocámara mientras se enfrenta a los Innocentz; Eventualmente Cash encuentra el vídeo, en donde se muestran a los anteriores mencionados asesinando a los miembros de la familia de Cash.
Luego de acabar con los Innocentz restantes en una fabrica abandonada, los Cerberus atropellan a Cash con su camioneta y se lo llevan de nuevo, esta vez para dejarlo en una penitenciaría donde tiene que deshacerse de unos psicópatas conocidos como los Smileys. Según los planes de El Director, Cash moriría antes de escapar, siendo este el final de la película; Sin embargo, después de que el plan fallara, el Conejo Blanco, quien era el encargado de organizar la emboscada contra Cash, se esconde en una torre, armado con una escopeta y los Cerberus van en busca de Cash, sin embargo, este los mata y encuentra la llave para así poder huir de la película. En consecuencia, Ramirez junto con el resto de los Wardogs, son contratados para matarlo, pero al final todos terminan asesinados por Cash, incluyendo a su líder. 
Poco después, El Director soborna al Departamento de Policía de Carcer City (CCPD), y les da la orden de volver a capturar o matar a Cash. Sin embargo, la periodista que hizo el reporte sobre su ejecución se encuentra con él, y esta le informa que está en una misión para exponer a la industria cinematográfica snuff del Director y la corrupción del CCPD, y que él es vital para esta tarea, además también revela que el nombre del Director es Starkweather. Cash se las arregla para llevar a la periodista de manera segura a su apartamento, y de allí pasará a tratar con Starkweather personalmente. Cash abandona el apartamento de la periodista saliendo por la ventana y sigue su camino a través del metro, donde el equipo SWAT también ha sido enviado. Después se dirige a la estación de tren, donde es acorralado por una patrulla SWAT, pero los Cerberus matan a todo el equipo SWAT, y su líder deja inconsciente a Cash con una pistola eléctrica. Los Cerberus tienen órdenes explícitas de asesinar a Cash, por lo que lo llevan al ático de la mansión de Starkweather, sin embargo, Piggsy, un psicópata armado con una motosierra que usa como máscara la piel de un cerdo, el cual estuvo encadenado en dicho ático, abre una matanza contra los Cerberus, permitiendo que Cash se abra a paso por el jardín y la mansión, matando al líder de los Cerberus en el camino. 
Cash finalmente llega a los niveles superiores de la mansión, donde él y Piggsy se encuentran cara a cara. Cash logra atraer a Piggsy a una trampilla que se derrumba, y cuando Piggsy intenta aferrarse, Cash le corta las manos con la motosierra, cayendo así en un precipicio. Después de haber asesinado a los Cerberus restantes, Cash y Starkweather finalmente se enfrentan, a pesar de las súplicas de Starkweather, Cash lo destripa y le atraviesa la cabeza con la motosierra. Después de eso, la periodista aparece en las noticias, informando sobre el asesinato de Starkweather, presuntamente por una venganza. Y sobre la ola de asesinatos y muertes que fueron hallados en diferentes puntos de Carcer City, como resultado de la red de películas snuff de Starkweather. También menciona la participación de la policía en las operaciones de Starkweather, sin embargo, el paradero de Cash es desconocido.

## Personajes
- James Earl Cash: Protagonista del juego, este es un reo que había pasado tres años en el pabellón de la muerte de una cárcel local y había sido sentenciado a la pena de muerte por inyección letal. Pero El Director soborna a los funcionarios carceleros y a los policías para que solo le apliquen un sedante. Una vez que Cash despierta se encuentra en un estado de shock y El Director le dice que será el protagonista de su película snuff, por lo que debe sobrevivir a la película y llegar hasta Starkweather. Es un personaje silencioso, ya que habla en muy pocas ocasiones. Está inspirado en James Earl Ray, asesino de Martin Luther King, no solo por su nombre, sino también por su parecido físico.

- Lionel Starkweather (El Director): Es el antagonista de la historia, antes de que Cash sea ejecutado, lo secuestra para hacerlo el protagonista de su película snuff Manhunt, él le promete su libertad cuando ésta termine pero después de sobrevivir el final de la película este ordena a los Cerberus que lo asesinen ya que la película se ha salido de control y Cash ha escapado a las calles para matarlo.

- Ramírez: Es el líder de los Wardogs, el encargado de las pandillas que quieren cazar a Cash y la mano derecha de Starkweather. Ramírez es un hombre musculoso, de origen latinoamericano y con una personalidad totalmente despiadada. Se especializa en tácticas y estrategias militares. Está inspirado en el asesino serial Richard Ramirez, debido a su nombre y apariencia.

- Robyn: Es la periodista que realiza el reporte sobre la "muerte" de Cash al principio del juego, posteriormente lo ayuda para exponer a Starkweather debido a que ella quiere aprobar una ley para censurar el género cinematográfico snuff. Es una mujer agraciada de cabello oscuro que aparenta tener treinta años o más; Viste de abrigo rojo con una falda negra y puede ser vista haciendo reportajes en distintas misiones del juego con un micrófono y frente a una cámara. Conduce un Blista Compact (Vehículo que aparece en la mayoría de los juegos de Rockstar) de color rojo. La periodista ha estado investigando las actividades de Starkweather durante algún tiempo, buscando evidencia de los actos macabros que este hace.

- El Conejo Blanco: Es un hombre disfrazado de conejo, quién participa de la película junto a Cash. El Director le da órdenes de asesinarlo en la Penitenciaría Darkwoods, pretendiendo que ese sería el final de la película; Sin embargo, Cash sobrevive a la emboscada liderada por los Smileys y termina asesinando al Conejo, arruinando así los planes del Director

- Piggsy: Es un psicópata desnudo y totalmente demente a tal nivel que cree ser un cerdo, por lo que usa una cabeza de cerdo a manera de máscara. Al principio está encadenado en el sótano de Starkwheater, pero se sabe que cuando el jugador está combatiendo con los policías en la estación de ferrocarriles, logra escapar armado con una motosierra. Es el penúltimo jefe del juego.

- Gary Schaffer: Es un policía corrupto y jefe del Departamento de Policía de Carcer City. En el año 2001, en Liberty City, Schaffer fue absuelto por los tribunales por cargos de corrupción que tenían contra él, al haber desaparecido misteriosamente todos los testigos.[3] En el 2003, es el jefe del Departamento de Policía de Carcer City, y está siendo investigado nuevamente por cargos de corrupción; está aliado con Starkweather y éste le ordena traerle a Cash vivo.

- Líder Cerberus: Es el jefe de los Cerberus de Lionel Starkweather. El Líder está acompañado y protegido por sus hombres en todo momento. Su arma de elección es el Rifle de asalto. En algunas partes del juego se lo puede observar junto con su equipo. Una vez que Cash ingresa en la mansión de Starkweather, se le ordena a él y a sus hombres asesinarlo. Nunca se revela su nombre.

- Vagabundo (Kenneth Jesperson): Es un participante de la película, aparece solamente en la escena Drunk Driving (del inglés: Conducción con Alcohol), donde Cash debe llevarlo sano y salvo hasta un cementerio, pero en el camino se encontrará con grandes cantidades de Innocentz esperándolos listos para la acción. Las puertas que se encuentran a lo largo de la escena solo se abrirán si Starkweather ve al vagabundo por las cámaras, una vez concluida la escena no se vuelve a saber nada sobre él. En la versión beta del juego, el iba a ser otro antagonista llamado El Espantapájaros, el anterior líder de los Smileys.[4]

- Mr. Nasty: Mr. Nasty es un ser cercano a Lionel Starkweather encargado de distribuir sus películas. Él se hace referencia en el manual de instrucciones por el nombre de "Mr. Nasty", que podría ser su seudónimo para el comercio. También brinda apoyo financiero a las películas snuff de Lionel gracias a su empresa: Valiant Video Enterprises. Después de eso no se sabe nada más acerca de él.

- La familia Cash: Compuesta por el padre, madre, hermana y hermano de Cash. Según Starkweather, ellos se hallan en desunión con el protagonista. Aparecen en la escena Strapped for Cash (del inglés: Sin Cash/Sin un Duro) en donde están atados en diferentes puntos del zoológico. El jugador debe salvarlos sin ser detectado, ya que si los Wardogs lo ven, correrán hacia dónde está el más cercano y lo ultimarán de un disparo en la cabeza.

## Bandas
El sistema de juego hace que habitualmente sea imposible avanzar sin hacer el uso necesario del sigilo. Los enemigos que se encuentran a lo largo de él son:
- Hoods

Son los primeros enemigos que se encuentran en el juego. Visten con chaquetas rotas, máscaras, pantalones jeans, zapatos y van armados con porras, palancas o bates de béisbol. Al encontrar a uno, pedirá ayuda a sus compañeros, y se enfrentará con el jugador hasta que su nivel de vida sea muy bajo. Cuando ocurra esto, comenzará a gritar: ¡Hey, hoods, lo encontré!, se dirigirá al Hood más cercano, y los dos irán tras el jugador. Estos se enfrentan con Cash en las escenas Born Again (Renacido), Doorway into Hell (Puerta al Infierno) y Road to Ruin (Carretera de Perdición).
- Skinz

Es una pandilla de supremacistas blancos que al igual que los Hoods, tienen por objetivo asesinar a Cash. A diferencia de los Hoods, los Skinz patrullan en parejas, con bates de béisbol (y en casos extremos, con pistolas de clavos), algunos llevan una máscara de Hockey parecida a la que usa el asesino en serie Jason Voorhees, cuando se encuentran al jugador no irán tras de él, sino por más Skinz para cazarle. Así, por lo general se enfrentará con al menos tres Skinz a la vez. Algunos son bastante robustos, por lo que el jugador tendrá que usar armas duras como el bate de béisbol. Al parecer los diseñadores del juego parodiaron a las bandas neo nazis para el desarrollo de estos personajes. Lucharán contra Cash en White Trash (Basura Blanca) y en Fuelled by Hate (Movido por el Odio).
- Wardogs

Son un grupo de paramilitares y mercenarios que Ramirez contrató para acabar con Cash. A diferencia de las anteriores pandillas, estos generalmente cazarán con armas de fuego, como rifles de francotirador (en los primeros niveles son de tranquilizantes), escopetas Spas-12, Revólveres cal.38. Estos visten con pantalones rotos, chaquetas, gorros tipo militar, pañuelos que cubren sus bocas, hojas de plantas como camuflaje, etc. Se toparán con Cash en Grounds for Assault (Tierras para el Asalto), Strapped for Cash (Sin Cash/Sin un Duro) y al final este los elimina a todos en Divided They Fall (Divididos Caerán) junto con su líder Ramírez.
- Innocentz

Este es un cartel de narcotraficantes mexicanos integrada por drogadictos, asesinos y desequilibrados mentales, fugados de la cárcel de Carcer City, por eso el nombre, además esto es evidenciado por los camiones de policía que se encuentran a través de la calle. Los Innocentz cazarán a Cash con señuelos, trampas y emboscadas. En general irán sin camisa, con tatuajes muy parecidos a los de Mara Salvatrucha, y con la cara pintada como una calavera. Aunque también habrá otros disfrazados de calaveras y también con camisas hawaianas y con máscaras de bebes. Irán armados con revólveres Cal.38 y escopetas recortadas, aunque en otros casos irán con cuchillos, con una hoz o con hachas (en una ocasión irán con bates). Aparecen en View of Innocence (Imagen de Inocencia), Drunk Driving (Conduciendo borracho) y Graveyard Shift (Turno de Noche).
- Smileys

Estos son enfermos mentales, psicópatas y asesinos en serie que El Director encierra contigo en el penitenciario Darkwoods, la mayoría parecen haberse vuelto locos por su vida familiar ya que hablan constantemente de sus esposas o de haber sido violados en la cárcel, pero generalmente se quejan por cualquier tontería. "Sólo un tonto le proporcionaría armamento a un loco, por eso se las he dado yo", fueron las palabras del Director al encerrarte con ellos. Los Smileys, a lo largo del juego irán con la cara pintada simulando una carita feliz; otros, con máscaras macabras como caritas manchadas de sangre que dicen cosas como "Please stop me" (Por favor detenganme). Estos te atacarán directamente y si cuentan con un arma, irán hacia ti y te apuntarán a la cabeza, atacarán sin importarles su clara desventaja. Irán armados con cuchillos o cuchillos de carnicero, revólveres calibre 38, pistolas 9mm, escopetas recortadas y SPAS-12. Se confrontarán con Cash en Mouth of Madness (Boca de la Locura), Doing Time (Cumpliendo Condena) y en Kill The Rabbit (Matar Al Conejo) siendo esta última, el final de la película snuff.
- Monkeys

Son dementes caníbales disfrazados de monos (de ahí el nombre), que se toparán con Cash dentro de un zoológico en una misión bonus. Estos te cazarán armados con machetes, escopetas recortadas y SPAS-12. Solamente aparecen en la escena desbloqueable Monkey See, Monkey Die! (Mono Veo, ¡Mono Muerto!).
- Departamento de Policía de Carcer City (CCPD)

Son controlados por el jefe de policía Gary Schaffer. Después de escapar de las zonas custodiadas por las cámaras del Director, llegaras a la ciudad, ahí los encontrarás en tres zonas que serán: Las calles, el metro y la estación de ferrocarriles. La mayoría de estos están sobornados o no saben lo que hacen y suelen ir en grupos de dos o más, y rara vez se ven solos o separados. Si estos ven a Cash, pedirán refuerzos y dispararán a matar. Primero irán armados con porras policiales, después con revólveres calibre 38, pistolas 9mm, SPAS-12, rifles de francotirador y en algunas ocasiones con subfusiles Uzi. Aparecen en Press Coverage (Cobertura Mediática), Wrong Side of the Tracks (El Lado Malo de las Vías) y Trained to Kill (Entrenado para Matar).
- SWAT

Acrónimo de Armas y Tácticas Especiales (en inglés: Special Weapons And Tactics), son los refuerzos enviados por el director que ayudan a la policía a acabar con Cash. Estos van armados con Desert Eagles, micro metralletas Uzi y escopetas SPAS-12 con linternas (si alguno encuentra a Cash escondido en las sombras pedirá refuerzos). Aparecen en las escenas Wrong Side of the Tracks (El Lado Malo de las Vías) y Trained to Kill (Entrenado para Matar).
- Cerberus

Son una unidad de elite parecidas a los SWAT y dirigida directamente por Starkweather y el líder Cerberus. Su objetivo es proteger a estos dos y que la película siga su curso, también mantienen todas las bandas en la línea y el mantenimiento de las cámaras esparcidas por toda Carcer City. Sus apariciones se dan en la mayoría de las películas de Starkweather, como Manhunt. La mayoría de ellos son exmiembros de la CIA. Todos ellos están altamente capacitados en la lucha armada y las armas pesadas y son expertos en lo que hacen. Cuentan con fusiles de asalto M16, escopetas Spas 12, pistolas Desert Eagle, y rara vez con rifles de francotirador con las que te cazarán en grupos de 3 a 5. Se topan con Cash en Kill The Rabbit (Matar Al Conejo), Border Patrol (Patrulla Fronteriza), Key Personnel (Personaje Crucial) y Deliverance (Salvación).

## Recepción
Manhunt ha recibido críticas favorables en general.
El juego fue señalado por los críticos como oscuro, violento, y de naturaleza altamente técnica. Gamespot llegó a la conclusión de que "Nos guste o no, el juego lleva el sobre de la violencia y muestra innumerables escenas de total censura y estilizada carnicería". Game Informer elogió el juego por la audacia y capacidad técnica, señalando que "es una premisa de lugares aterradores, juegos psicológicos en un callejón sin salida. Los crímenes que se cometen son indescriptibles, pero el juego que lleva a estos horrendos actos es tan feroz que es emocionante". IGN felicitó el desafío global del juego, llamándolo una "sólida y profunda experiencia para los jugadores más avanzados".
Algunos elementos de juego, como la mecánica de disparo es "frustrante" según Eurogamer, donde "más de la mitad de las veces, la retícula se niega reconocer a los enemigos hasta que están casi en frente del jugador". Gamespot estuvo de acuerdo, señalando además que la "IA es mucho peor en los niveles de más acción". 1UP.com fue menos positiva en su conjunto, afirmando que rápidamente terminaron "cansados de su violencia, peculiaridades y repetitivo nivel de diseño".

## Controversias
El videojuego generó controversias desde sus inicios debido a su temática criminal. Esto se incrementó luego de que los medios lo vincularan con un asesinato. Stefan Pakeerah, de 14 años, fue golpeado brutalmente con un martillo y apuñalado repetidas veces por su amigo Warren Leblanc, de 17, en un parque de Leicester, Reino Unido. Los padres de la víctima teorizaron que el homicida se pudo haber inspirado en el juego.
Sin embargo, la policía de Leicester negó que esto fuera cierto y afirmó que el móvil del crimen fue el robo. Incluso revelaron que Stefan era quien poseía un ejemplar del videojuego y no encontraron pruebas de que Warren también tuviera uno. No obstante, la madre de la víctima ha dicho que Warren se lo prestó a su hijo, unos pocos días antes de su muerte, y que el juego no le pertenecía. 
Entertainment and Leisure Software Publishers Association (ENLSPA), una asociación británica de videojuegos, criticó la forma en que los medios han cubierto el incidente, afirmando que las noticias difunden información engañosa.
Rockstar North, compañía que desarrolló Manhunt, rechazó la hipótesis que el crimen fuese inspirado por el videojuego, y agregó que es un juego catalogado para mayores de edad, por lo tanto siempre fue publicitado como tal.
Esta polémica, sumada a otras anteriores, provocó a la censura de su secuela, Manhunt 2. La BBFC (British Board of Film Classification) decidió prohibir la venta al mercado del videojuego, alegando que fomenta la violencia.